# USS Hovey (DD-208)
USS Hovey (DD-208) je bil rušilec razreda Clemson v sestavi Vojne mornarice Združenih držav Amerike.
Rušilec je bil poimenovan po Charlesu Hoveyju (1885–1911).
Rušilec je sodeloval v več kampanjah pacifiškega bojišča druge svetovne vojne.